# Prisma mecânico
Um prisma mecânico ou peça prismática é um modelo mecânico de sólido deformável, usado para calcular elementos estruturais como vigas e pilares.
Geometricamente um prisma mecânico pode gerar-se ao mover-se uma seção transversal plana ao longo de uma curva, de tal maneira que o centro de massa da seção esteja a todo momento sobre a curva e o vetor tangente à curva seja perpendicular à seção transversal plana. Podemos dar alguns exemplos de elementos estruturais com forma de prismas mecânicos:
- Um cilindro por exemplo é uma peça prismática gerada por um círculo que se desloca ao longo de uma linha reta vertical.
- Um tubo (curvado ou reto) é uma peça prismática gerada por uma coroa circular movendo-se ao longo de uma curva suave.
- Uma viga reta de seção transversal constante é geometricamente um prisma mecânico.

Uma peça prismática dica caracterizada por seu eixo baricêntrico (a curva ao longo da qual se desloca a seção transversal), sua seção transversal (a forma do corte segundo um plano perpendicular ao eixo) e o material do qual é fabricada.